# Eurycea longicauda
Eurycea longicauda é uma espécie de salamandra da família Plethodontidae.
É endémica dos Estados Unidos da América.
Os seus habitats naturais são: florestas temperadas, rios, rios intermitentes, marismas de água doce, nascentes de água doce, sistemas cársticos interiores e cavernas.